# Tranquillo
Tranquillo is een Italiaanse muziekterm met betrekking tot de manier waarop een stuk of passage uitgevoerd dient te worden. Men kan de term vertalen als rustig. Dit betekent dus dat, als deze aanwijzing wordt gegeven, men met zo zal moeten spelen dat rust wordt uitgestraald. Deze aanwijzing heeft vooral betrekking op de voordracht van een stuk. Hierbij kan onder meer gedacht worden aan het niet te energiek (energico) of verhaastend (affrettando) spelen van een passage. 